# Eremaea (mariposa)
Eremaea é um género de mariposas pertencente à família Lasiocampidae.
As espécies deste género podem ser encontradas na Austrália.
Espécies:
- Eremaea coralliphora (Lower, 1900)
- Eremaea zonospila (Lower, 1893)